# Севен Филдс (Пенсилванија)
Севен Филдс (енгл. Seven Fields) град је у америчкој савезној држави Пенсилванија.

## Демографија
По попису из 2010. године број становника је 2.887, што је 901 (45,4%) становника више него 2000. године.
| Група             | 2000.         | 2010.         |
| Белци             | 1.870 (94,2%) | 2.646 (91,7%) |
| Афроамериканци    | 14 (0,7%)     | 64 (2,2%)     |
| Азијати           | 55 (2,8%)     | 84 (2,9%)     |
| Хиспаноамериканци | 31 (1,6%)     | 48 (1,7%)     |
| Укупно            | 1.986         | 2.887         |